# Église Saint-Pierre de Caulnes
L'église Saint-Pierre est située à Caulnes en France.

## Localisation
L'église est située sur la commune de Caulnes dans le département des Côtes-d'Armor, dans la région Bretagne.

## Description
La partie intéressante de l'église est le clocher dont le soubassement date du XVe siècle, et la partie supérieure au XVIIIe siècle. Il s'agit d'une tour carrée à deux étages. Le portail possède une statue qui pourrait être du XIIIe siècle ou de l'époque gothique. Les 14 verrières et lucarnes ont été refaites par le maître-verrier Hubert de Sainte-Marie.

## Historique
L'église est inscrite partiellement au titre des monuments historiques par arrêté du 6 juillet 1925.

## Galerie

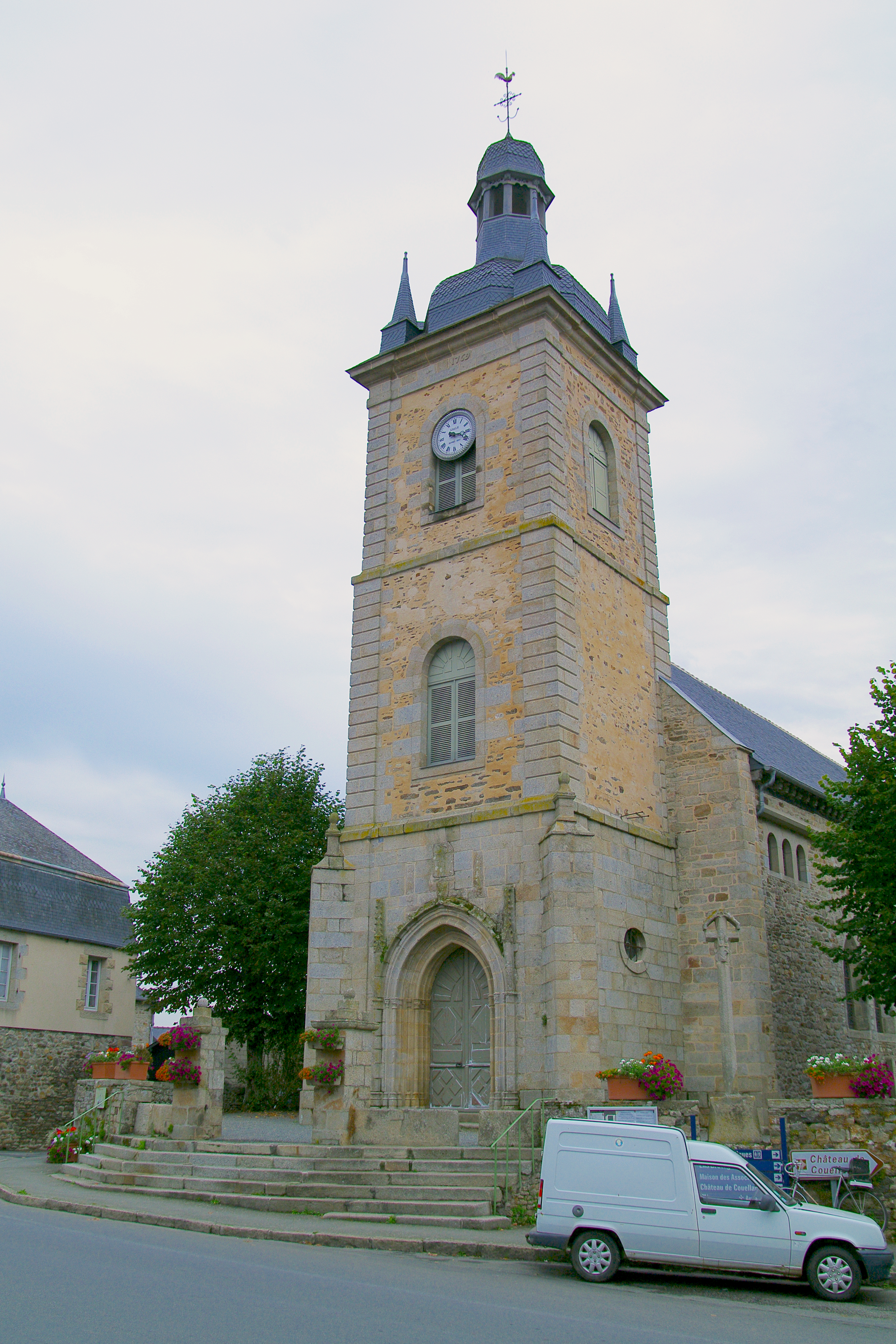
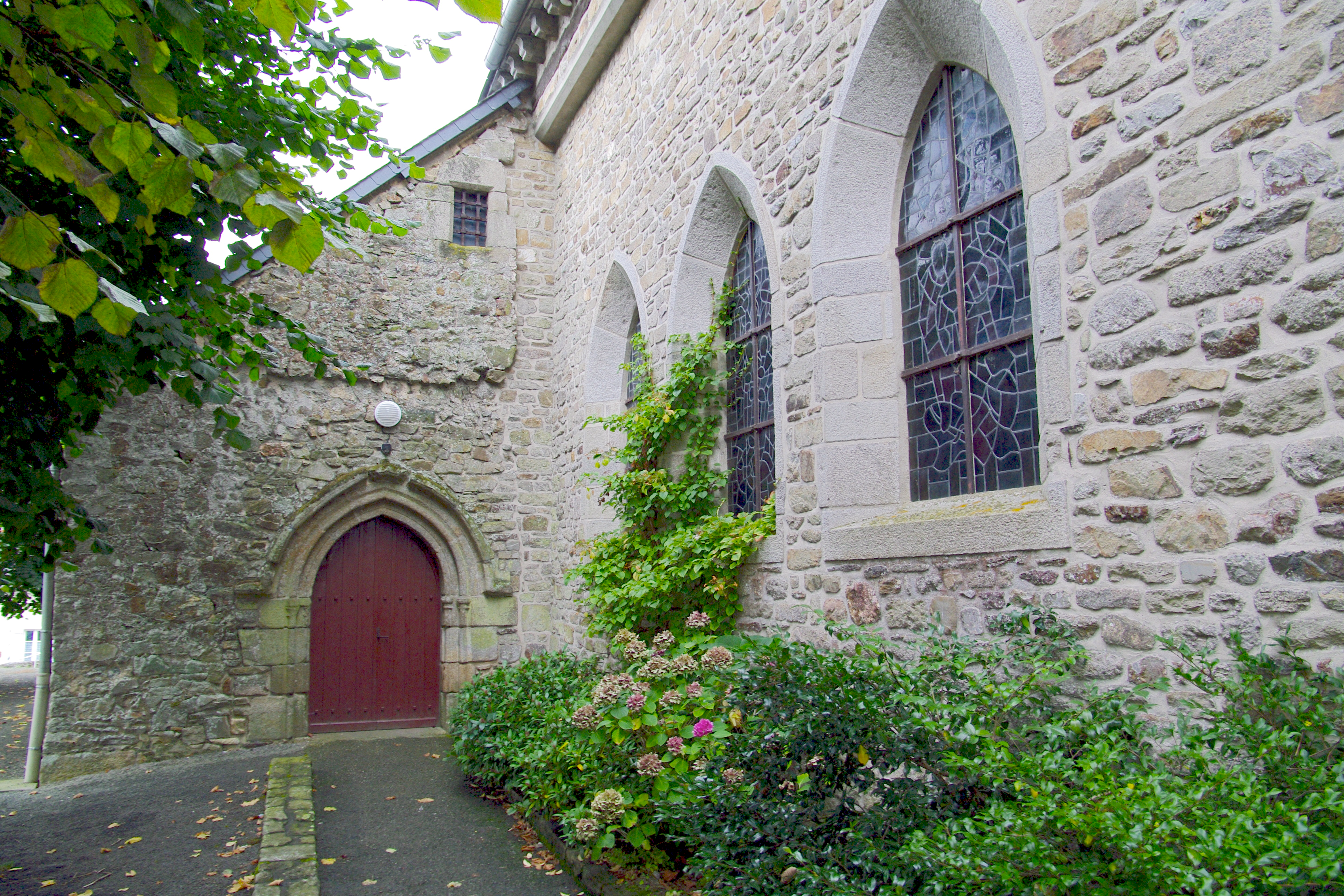
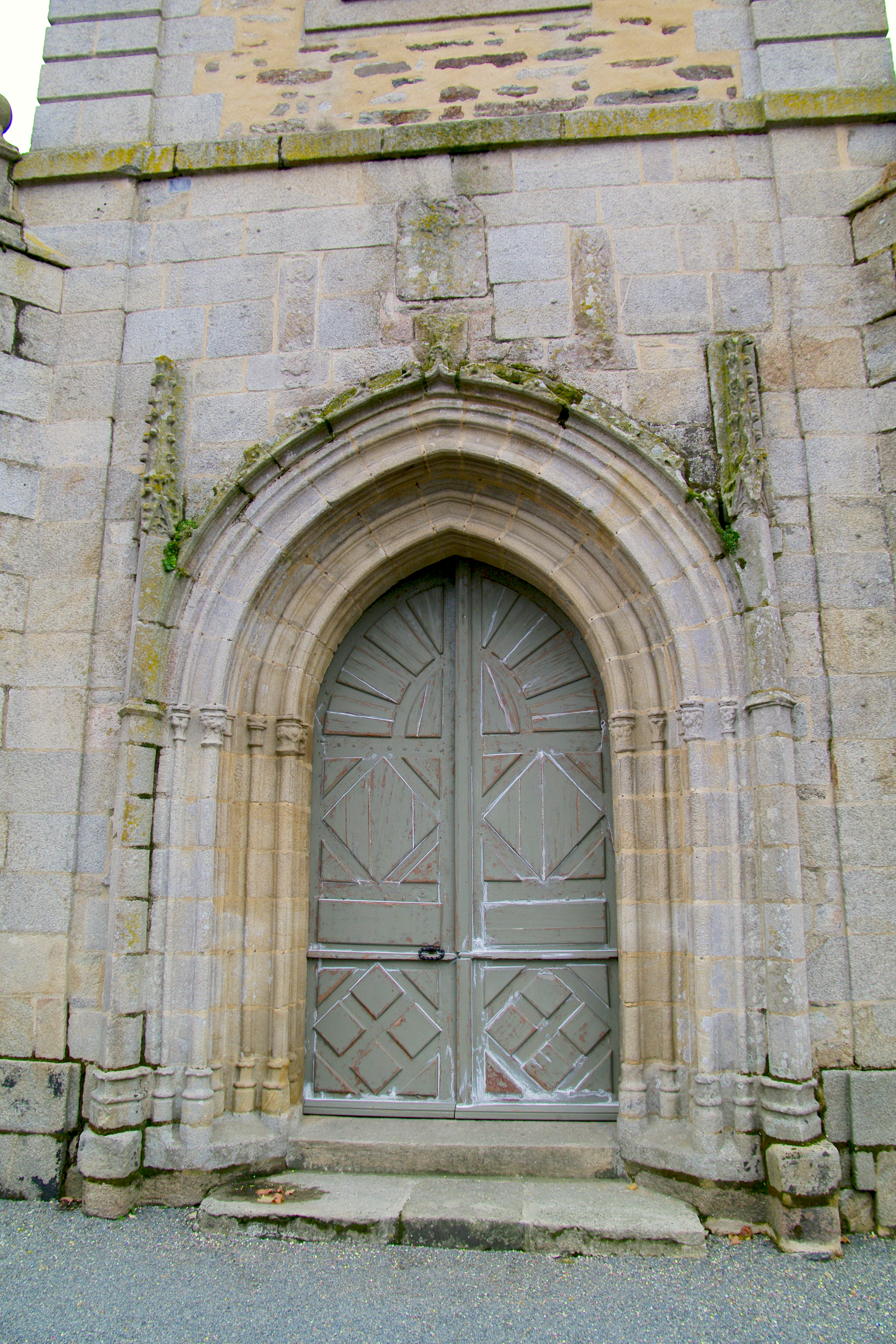
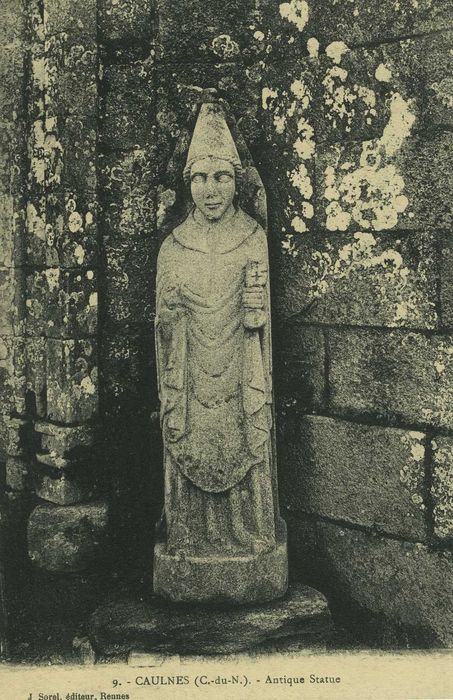

## Protection
Élément protégé : le clocher.
Objets mobiliers protégés :
- Statue de saint Joseph [2].
- Calice[3].